# Евангелието по Матея
„Евангелието по Матея“ (на италиански: Il vangelo secondo Matteo) е италианско-френски биографичен филм от 1964 година на режисьора Пиер Паоло Пазолини по негов собствен сценарий, базиран на новозаветното Евангелие от Матей.
Сюжетът следва описанието на живота на Иисус Христос в евангелието от зачатието до възкресението, като диалогът е изцяло базиран на неговия текст. Главните роли се изпълняват от Енкрико Ирасоки, Хуан Родолфо Вилкок, Росана Ди Роко, Марио Сократе.
„Евангелието по Матея“ е номиниран за наградата „Златен лъв“, както и за „Оскар“ за сценография, за костюми и за музика.

## Сюжет
В Галилея по време на Римската империя Исус от Назарет пътува из страната със своите ученици, изцелявайки слепите, възкресявайки мъртвите, прогонвайки демони, обявява пристигането на Божието царство и спасението на Израел. Той твърди, че е Божият Син. Пророческият Месия на Израел е арестуван, предаден на римляните и обвинен в измяна срещу римската държава. Въпреки че, е обявен за невинен от римския управител на Палестина, той е разпнат по молба на водачите на храма. Исус възкръсва от мъртвите след три дни.
Филмът описва живота на Исус, спрямо марксистко-католическата гледна точка на режисьора. Това е едно от най-критикуваните и едно от най-известните исторически произведения. По въпроса за съответствието на адаптацията на филма към текста от Евангелието Пиер Паоло Пазолини заявява:
| „ | ... изображенията никога не могат да достигнат поетичните висоти на текста. | “ |

От четирите канонични текста за филмовата адаптация той избра Евангелието на Матей. Филмът изведнъж стана много популярен в Италия. Преди това Пазолини е задържан заради филмите си. Следователно неговото представяне на християнските теми е голяма изненада за публиката. За разлика от много евангелски филми, „Евангелието по Матея“ подчертава реализма.

## В ролите
| Име на актьора    | Персонаж          | Бележки                                            |
| ----------------- | ----------------- | -------------------------------------------------- |
| Енрике Иразоки    | Христос           | Енрико Мария Салерно като Христов глас             |
| Маргерита Карузо  | Мария             | Майката на Пазолини Сузана играе възрастната Мария |
| Марчело Моранте   | Йосиф             | Джани Бонагура като глас на Йосиф                  |
| Марио Сократ      | Йоан Кръстител    | Пино Локи като глас на Йоан                        |
| Алфонсо Гато      | Андрей Първозвани |                                                    |
| Луиджи Барбини    | Яков Зеведеев     |                                                    |
| Джакомо Моранте   | Йоан Богослов     |                                                    |
| Джорджо Агамбен   | Филип             |                                                    |
| Гуидо Серретани   | Вартоломей        |                                                    |
| Розарио Мигале    | Тома              |                                                    |
| Феручио Нуцо      | Матей             |                                                    |
| Марчело Галдини   | Яков Алфеев       |                                                    |
| Елио Спазиани     | Тадей             |                                                    |
| Енцо Сицилиано    | Симон Зилот       |                                                    |
| Отело Сестили     | Юда Искариотски   |                                                    |
| Родолфо Уилкок    | Каяфа             |                                                    |
| Алесандро Клеричи | Пилат Понтийски   |                                                    |
| Америго Бевилаква | Ирод Велики       |                                                    |
| Франческо Леонети | Ирод Антипа       |                                                    |
| Франка Купане     | Иродиада          |                                                    |
| Паола Тедеско     | Саломе            |                                                    |
| Росана Ди Роко    | Ангел Господен    |                                                    |
| Ренато Тера       | Легион (демон)    |                                                    |
| Елизео Боски      | Йосиф от Ариматея |                                                    |
| Наталия Гинзбург  | Мери офа Бетъни   |                                                    |
| Нинетто Даволи    | овчар             |                                                    |
| Умберто Бевилаква | войник            |                                                    |

## Продукция

### Предистория
През 1963 г. фигурата на Христос се появява в сегмента на Пиер Паоло Пазолини „Изварата“, включен във филма антология Ро.Го.Па.Г., който е приет противоречиво, а Пазолини получава присъда за предполагаемо богохулно и нецензурно съдържание.
Според книгата на Барт Дейвид Шварц (1992), филмът е вдъхновен от едно посещение на Пазолини във Ватикана по покана на папа Йоан XXIII за нов разговор с некатолически художници. Тогава посещава град Асизи, за да присъства на семинар в манастира на Францисканския орден. Папското посещение предизвика задръствания в града, оставяйки Пазолини затворен в хотелската си стая. Там той попадна на копие от Новия завет. Пазолини прочита и четирите евангелия и откровено признава, че адаптирането на филм по едно от тях хвърли в сянка всички останали идеи, които имах в главата си.
За разлика от предишните кинематографични проекти за живота на Исус, филмът на Пазолини не разкрасява библейския разказ с никакви литературни или драматични изображения, нито представлява смесица от четирите Евангелия. Следващите филми, които представят най-реално историята на Исус, са „Исус“ от 1979 г., базиран на Евангелието от Лука, и филма „Евангелието от Йоан“ от 2003 г. Пазолини заявява, че е решил да „преработи Евангелието по аналогия“ и оскъдният диалог на филма идва директно от Библията.
Като се има предвид известната репутация на Пазолини като атеист, хомосексуалист и марксист, благоговейният характер на филма идва като изненада, особено след полемиката около „Изварата“. На пресконференция през 1966 г. Пазолини е попитан защо той, невярващ, е направил филм, който се занимава с религиозни теми. Отговорът е: „Ако знаете, че аз съм невярващ, значи ме познавате по-добре от мен самия. Може да съм атеист, но съм невярващ, който изпитва носталгия по вярата.“ Следователно той излага критиките си на база огромния религиозен проблем за ролята на църквата.
Пазолини подчерта намерението си да не възпроизвежда точно исторически живота на Христос, а да проектира съвременното общество на Южна Италия към тази фигура, да покаже Христос след 2000 години натрупване на разказа. Да отрази живота на Исус не такава каквато е в действителност, а такава, каквато е днес, след изминало време, което е позволило на разказа да се митологизира.

| „ | Наред с този метод на реконструкция по аналогия, се открива идеята за мита и епосите, така че при разказването на историята на Христос аз не реконструирах Христос такъв, какъвто е всъщност той. Ако бях реконструирал историята на Христос такава, каквато всъщност беше, нямаше да направя религиозен филм, тъй като не съм вярващ. Не мисля, че Христос е бил Божи син. Бих реконструирал образа на Исус като марксист, ако това въобще е възможно, може би щеше да е история за един, от пет – шест хиляди проповядващи в Палестина. Аз обаче не исках да го правя, не ме интересуват профанациите: това е просто мода, която ненавиждам, това е дребна буржоазност. Искам отново да освещавам нещата, защото това е възможно, искам да ги митологизирам отново. Не исках да реконструирам живота на Христос такъв, какъвто е в действителност, исках да направя историята на Христос две хиляди години християнска версия, тъй като именно тези две хиляди години християнска история са митологизирали тази биография. Моят филм е животът на Христос след две хиляди години истории за живота на Христос. Това имах предвид. | “ |

Филмът е посветен на Йоан XXIII. Текстът на началните надписи гласи, че това е „dedicated to the dear, happy, familiar memory of John XXIII“ („посветен на скъпия, радостен, познат спомен за папа Йоан XXIII“). Пазолини е особено критичен към новия папа Павел VI (1963 г.).

### Място на снимане
Филмът е заснет в Южна Италия, все още беден и архаичен регион. По-специално е снимано в:
- в Базиликата в Бариле, Кастел Лагопесоле (община Авиляно) и Матера;
- в Калабрия в Кутро и Ле Кастела (община Изола ди Капо Рицуто);
- в Пулия, в Джиноза, Джоя дел Коле и Масафра.

Пазолини посещава Светите земи, но намери местата за неподходящи и „комерсиализирани“. Заминава за Палестина през юли 1963 г. с отец дон Андреа Караро за да намери местат, които да да вдъхновят и да отговарят на изискванията му. Но режисьорът е разочарован от твърде очевидната модерност на пейзажите и се отказва да снима филма си там. Изображенията, заснети там, по инициатива на продуцента Алфредо Бини, стават документален филм, който е по средата между дневник за пътуване и вътрешното размишление: Repérages en Palestine pour L'Évangile.

### Заснемане и стил
Пазолини използва някои от техниките на италианския неореализъм при създаването на своя филм. Повечето от актьорите, които той е наел, са непрофесионалисти. Ролята на Христос е била предназначена предимно за поет. Пазолини предлага ролята последователно на Евгений Евтученко, Алън Гинсбърг, Джак Керуак, след това Луис Гойтисоло, но всички отказват. Впоследствие се запознава с Енрике Иразоки, млад испански студент, на когото поверява ролята. Oстаналите участници са главно местни жители от Бариле, Матера и Масафра, където филмът е заснет.
Интересни факти:
- Майката на режисьора Сузанз Пазолини изигра Дева Мария.
- Апостол Филип е изигран от 21-годишния философ Джорджо Агамбен.
- В актьорския състав се включват и забележителни интелектуалци като писателите Енцо Сицилиано и Алфонсо Гато, поетите Наталия Гинзбург и Родолфо Уилкок.
- Във филма дебютира Нинето Даволи в роля без думи (изиграва овчар), но не е споменат в надписите. По-късно актьорът ще стане редовен актьор във филмите на Пазолини.
- В заглавието на филма Пазолини „забравя“ думата „свети“, докато на английски език заглавието е преведено: The Gospel According to St. Matthew.
- Съветският писател Александър Твардовски, се втурна да прегръща режисьора, след като е изгледал филма[21].
- На снимачната площадка на филма още неизвестния Бернардо Бертолучи асистира на Пазолини[22].

В допълнение към оригиналния библейски източник, Пазолини използва препратки към „2000 години християнска живопис и скулптури“ през целия филм. Изгледът на героите също е еклектичен и в някои случаи анахроничен, наподобяващ художествени изображения от различни епохи (костюмите на римските войници и фарисеите например са повлияни от изкуството на Ренесанса, докато появата на Исус е оприличавана в стил Изкуство на Византия, както и с прилики от творчеството на художника експресионист Жорж Руо). По-късно Пазолини описва филма като „животът на Христос плюс 2000 години разказване за живота на Христос“.
Пазолини описва опита си от заснемането на Евангелието по Матея като много различен от предишните му филми. Той посочва, че когато неговия „благоговеен“ стил на заснемане в предния му филм „Безделник“ се приложи върху библейски източник, той става „риторичен“ и тогава, когато снима сцената на кръщението край Витербо, хвърля всички технически предубеждения. Започва да използва увеличението, нови движения на камерата, нови кадри, които са почти документални и съчетават класическата строгост с моментите, които са почти стил Жан-Люк Годард, например двете изпитания на Христос са заснети като „cinéma vérité“.

### Музика
Музиката във филма варира от Йохан Себастиан Бах (напр. Литургия в Б минор и „Страсти по Матея“) до Одета („Sometimes I Feel Like a Motherless Child“), през слепия Били Джоунс("Dark Was the Night, Cold Was the Ground”), към еврейската церемониална декларация „Kol Nidre” и „Глория“ от Миса Луба. Пазолини заявява, че цялата музика на филма е от свещен и религиозен характер от всички части на света, от множество култури и вярващи системи
| Песен                                              | Автор                   | Бележки                                                                     |
| -------------------------------------------------- | ----------------------- | --------------------------------------------------------------------------- |
| Оратория „Матеус пасион“                           | Йохан Себастиан Бах     | nr 78: Wir setzen uns mit Tränen nieder nr 47: Erbarme Dich (musical intro) |
| Concerto for violin and oboe in d minor (BWV 1060) | Йохан Себастиан Бах     | nr 2: Adagio                                                                |
| Fuga (Ricercata) a 6, Nr. 2                        | Йохан Себастиан Бах     |                                                                             |
| Hohe Messe (BWV 232)                               | Йохан Себастиан Бах     | Agnus Dei (Dona nobis pacem)                                                |
| Concerto for violin in E major (BWV 1042)          | Йохан Себастиан Бах     | nr 2: Adagio                                                                |
| Maurerische trauermusik in c minor (kv 477)        | Волфганг Амадеус Моцарт | Квартет за две цигулки, виола и чело № 19 в Си мажор                        |
| Dissonant-quartet (KV 465)                         | Волфганг Амадеус Моцарт |                                                                             |
| Cantate 'Alexander Newski' nr 1                    | Сергей Прокофиев        |                                                                             |
| Gloria                                             | Missa Luba              |                                                                             |
| Sometimes I feel like a motherless child           | Negro Spiritual         |                                                                             |
| Dark Was the Night, Cold Was the Ground            | Блайнд Уили Джонсън     |                                                                             |

## Рецепция
Филмът получава предимно положителни отзиви от критици, включително няколко християнски критици. Филип Френч го нарича „благороден филм“, а Александър Уокър каза, че „захваща историческото и психологическото въображение като никой друг религиозен филм, който съм гледал. И при цялата си очевидна простота, той е визуално богат и съдържа странни, смущаващи намеци и подтекст за Христос и неговата мисия.“
Някои критици на марксистките филми обаче написват отрицателни отзиви. Освалд Стак критикува филма с думите: „жалка отстъпка пред реакционната идеология“. В отговор на критиките отляво Пазолини признава, че според него „има някои ужасни моменти, от които се срамувам... Чудото с хлябовете и рибите, Христос, ходещ по вода, са отвратителен пиетизъм“. Той също така заявява, че филмът е „реакция срещу съответствието на марксизма. Мистерията на живота и смъртта и страданието – и по-специално на религията... нещо, което марксистите не искат да обмислят. Но това са и винаги са били въпроси от голямо значение за хората.“
„Евангелието по Матея“ е класирано под номер 10 (през 2010 г.) и номер 7 (през 2011 г.) в Топ 100 филми на уебсайта за изкуството и вярата, също така е в списъка на Ватикана от 45 страхотни филма и в списъка с големи филми на Роджър Еберт.
Понастоящем филмът има рейтинг от 94% в платформата Rotten Tomatoes, с 32 „пресни“ и 2 „гнили“ отзива.

## Дати на премиерите
- Италия: 2 октомври 1964 г. (представяне на Международния филмов фестивал във Венеция: 4 септември 1964 г.)
- Франция: 3 март 1965 г. (субтитрите са преведени от Jean-Charles Vegliante[39])
- Западна Германия: 9 април 1965 г.
- Холандия: 16 септември 1965 г. (ново издание 18 април 2003 г.)
- САЩ: 17 февруари 1965 г. (Ню Йорк)
- Обединено кралство: 1967
- Финландия: 24 март 1967 г. (ново издание: 8 април 1977 г.)
- Швеция: 25 декември 1967 г.
- Австралия: 29 август 1969 г. (филмов фестивал в Аделаида)
- Сингапур: 18 април 2003 г. (Международен филмов фестивал в Сингапур)
- Русия: 23 март 2006 г. (в Москва в „Хубавите събития на новото италианско кино“)[40]

## Особености около филма
- Това е първият филм, в който Пиер Паоло Пазолини използва техниката за увеличаване – вариообектив.
- Филмът е посветен на „славния папа Йоан XXIII“.
- Оригиналният сценарий включва 131 сцени, докато в направения филм са останали само 44.
- Актьорите не са професионални актьори.
- Пазолини каза, че е вдъхновен за този филм от живописния стил на Пиеро дела Франческа[41], Дучо ди Буонинсеня[42], Мазачо[43]:

| „ | Заех от Пиеро дела Франческа костюмите, за да представя управляващата класа. [...] Христос има архаично-византийски или испански бароков характер, в допълнение към очевидното заимстване от Ел Греко | “ |

- Всички съставни елементи на Евангелието по Матей не се срещат във филма и се добавят мълчаливи елементи (напр.: тъжен и щастлив поглед на Мария, когато Исус опровергава органичното семейство в полза на духовното семейство). Повечето от показаните елементи съответстват на библейския текст, но определена свобода на Пазолини в изграждането на филма виждаме по отношение на причините за отричането на Исус от Юда и самоубийството му.
- Нецензурирана версия на 147-минутния филм (или още 5 минути повече) е публикувана на DVD (Water Bearer Films, 2003).
- Първоначално филмът е студено приет от Ватикана, но е реабилитиран от Католическата църква[45] и се появява в Списъка на най-добрите филми според Ватикана, съставен през 1995 г.[46]

## Изложение
По случай петдесетата годишнина от излизането на филма, служител по историческото, художественото и етно-антропологичното наследство на Базиликата организира изложба, в Националния музей за средновековно и модерно изкуство на Базиликата и в MUSMA. озаглавена Пазолини в Матера „Евангелието по Матея“ петдесет години по-късно. Нови техники за изобразяване: изкуство, кино, фотография. За своята висока научна стойност изложбата получава споменаване от председателството на републиката, спонсорство от председателството на Министерския съвет и награда за приветствие от председателството на Сената и председателството на камарата.

## Филмът у дома
Първото издание за домашно кино, много години преди VHS и DVD, е пуснато в началото на 70-те от Atlas Film / Piccolo Film, сглобено на 7 × 120 m Super 8 в S/W и немски магнитен тон. В тази версия приблизително 3.5 минути от оригиналния филм липсват поради наличните размери на макарата.

## Критика
| „                                    | верен на историята на вдъхновението от Евангелието | “ |
| статия във вестник Осерваторе Романо |                                                    |   |

| „ | Най-добрият филм за Исус на всички времена. | “ |

| „                          | нашият режисьор е направил най-красивия филм за Христос, който е правен досега, и вероятно най-искреният, който би могъл да осъществи. И двете трябва да му бъдат обективно определени, но не и възторжено признати. | “ |
| статия във вестник „Унита“ | |   |

| „          | Режисьорът подчерта някои епизоди от живота на Исус, които сякаш съдържат по-революционен зародиш... | “ |
| „Ил Темпо“ | |   |

| „                 | Биейки се между идеологията и настроенията, Пазолини се опита да възстанови характеристиките на религиозността от своя секуларизъм, но тъй като действието има доброволен акцент,той пропусна в своя главен герой чувството за мистерия. | “ |
| Кориере дела Сера | |   |

| „          | Отличен филм, по-католически от марксистки. | “ |
| „Ла нотте“ |                                             |   |

| „                                 | Следвайки Евангелието на Матей, той създава индивидуално тонирана картина за историята на спасението, в която социалният аспект на посланието на Исус е особено подчертан. | “ |
| Lexikon des internationalen Films | |   |

| „                              | Филмът е може би единственото истинско чудо на библейското кино, история за бедни фермери и рибари, от чиято среда израства Божият Син, пътуващ проповедник и бунтовник, когото Иразоки играе с гневна решителност, която никой друг образ на Исус никога няма да достигне отново. | “ |
| Frankfurter Allgemeine Zeitung | |   |

| „                            | Необичайно впечатляваща филмова адаптация за живота на Исус въз основа на текстовете на Евангелието на Матей. Изтънчено изображение, което значително се отклонява от обичайните клишета на други библейски филми и показва, че нещо е дошло в света с личността на Исус... Силно се препоръчва за млади хора и възрастни. | “ |
| Evangelischer Filmbeobachter | |   |

## Награди
От 25-ия филмов кинофестивал във Венеция:
- Сребърен лъв – голямата награда на журито
- Награда OCIC

Сребърна лента от Италианският синдикат на филмовите журналисти за:
- Най-добър режисьор
- Най-добрата кинематография
- Най-добрите костюми

Номинации за Оскар – Награди на филмовата академия на САЩ в категории за:
- Най-добра сценография
- Най-добри костюми
- Най-добър саундтрак